# Txoria txori

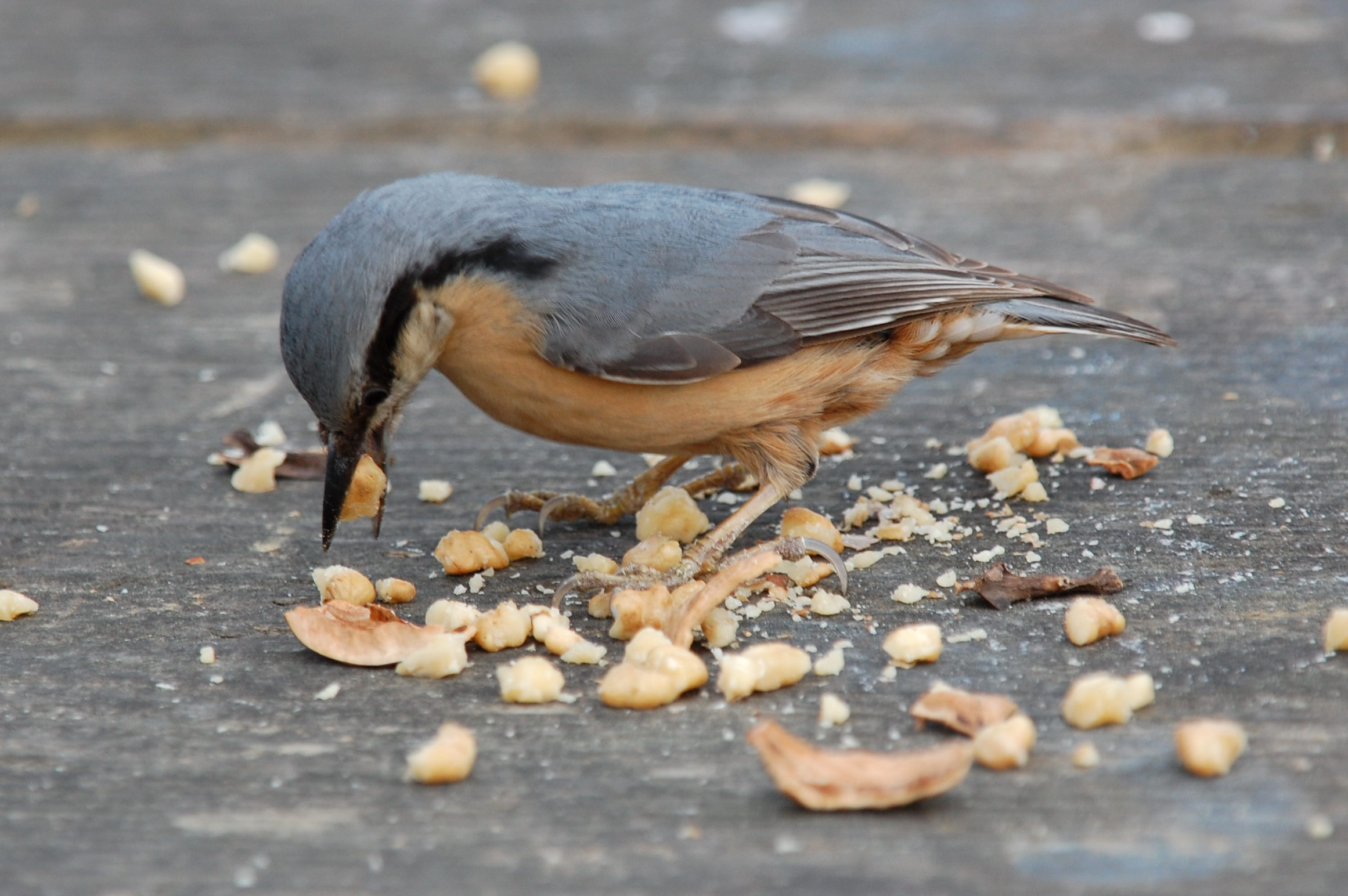
Txoria. Ocell en llibertat

Txoria Txori (L'ocell és ocell en català) és un poema basc escrit per Joxean Artze el 1957. Mikel Laboa al 1968 va crear una melodia adaptada a aquest poema i amb gran èxit va publicar la cançó a l'àlbum de 1974 Bat-Hiru.
La cançó també és coneguda a l'estat francès amb el títol «Hegoak» ('les ales'), en la versió d'Anne Etchegoyen. La noia al 2014 va aconseguir un Disc d'Or, en vendre-hi més de seixanta-mil còpies, i el seu CD va entrar en el top-10 dels més venuts.

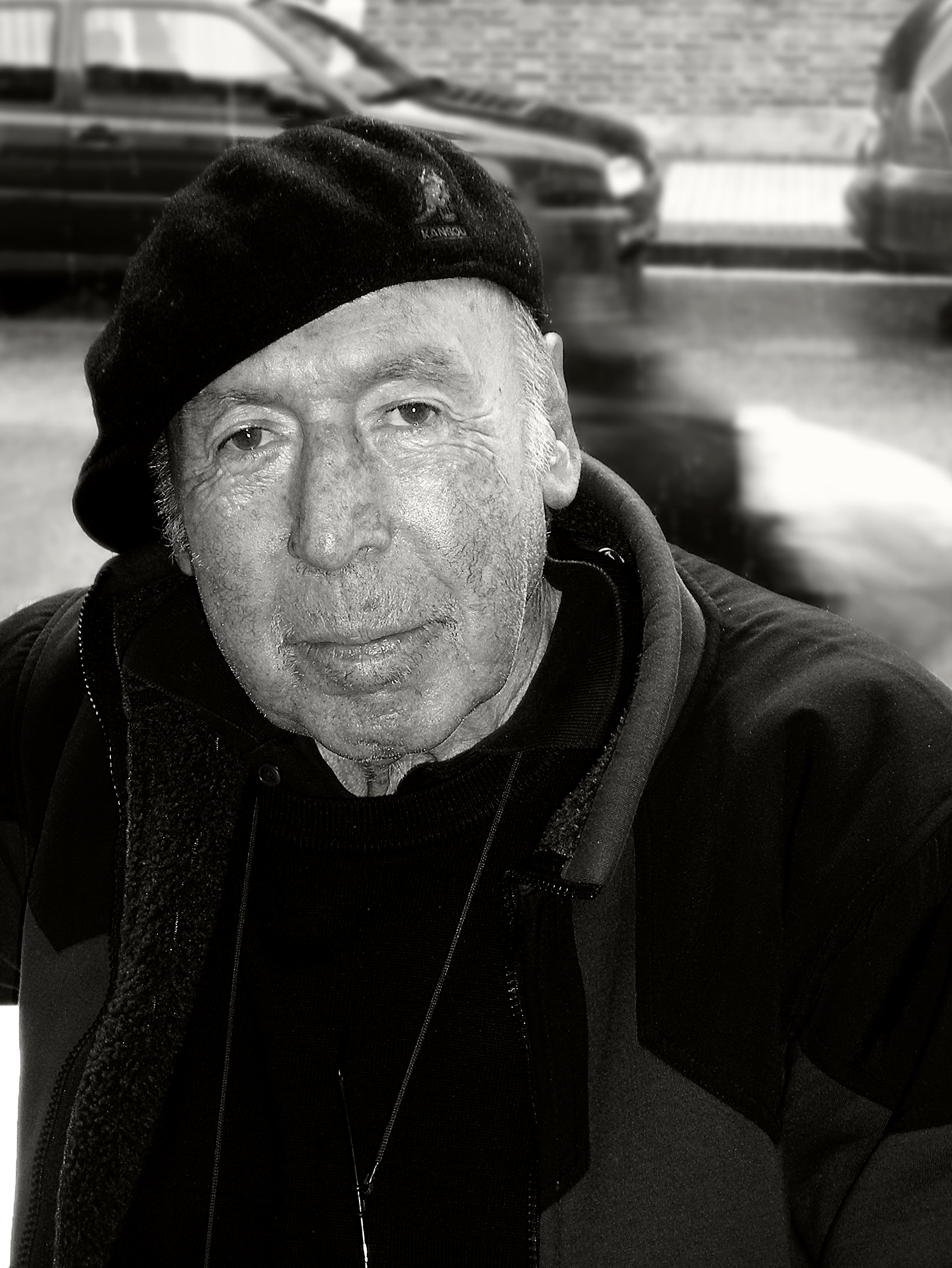
Mikel Laboa, autor de la melodia

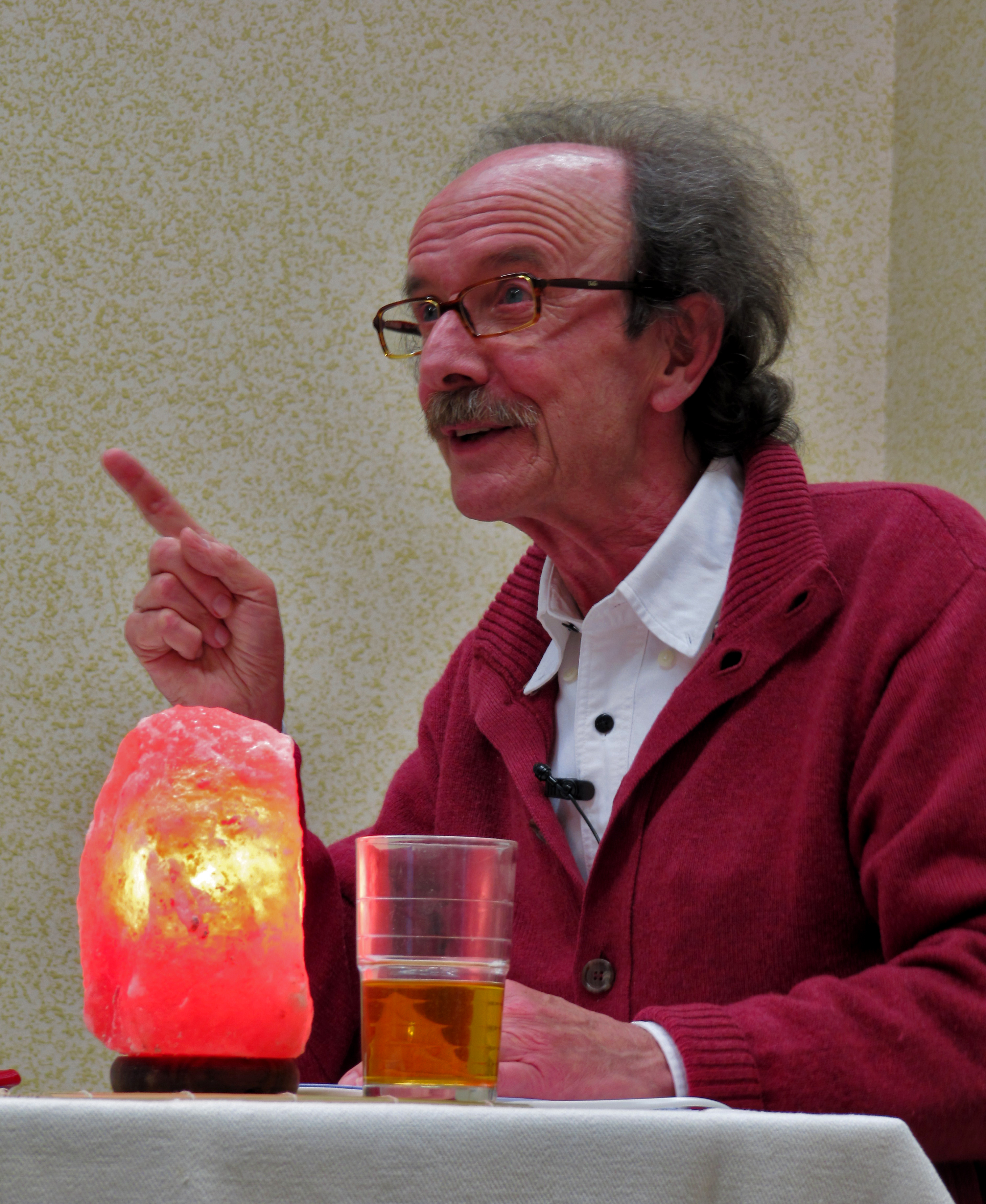
Josean Artze, autor del poema

## Significat
Artze tenia 25 anys quan va escriure aquest poema que tracta sobre la llibertat i sobre la possessió, el domini i el respecte entre les persones i animals. Existeix un dilema, quan s'estima una persona (o un animal) cal triar entre lligar la persona i posseir-la com si fos una au en una gàbia, amb la qual cosa deixa de ser l'au que ens fascina, o bé estimar la persona com és, gaudint de la seva forma de ser natural, i respectant-la, de manera que si vol anar-se'n, en qualsevol moment pugui anar-se'n.

## Versions
| Artista                                    | Títol                      | Àlbum                                         | Any  | Discogràfica                          |
| Mikel Laboa                                | Txoria txori               | Bat-hiru                                      | 1974 | Elkarlanean                           |
| L'Arcusgi                                  | Egoak                      | Resistenza                                    | 1988 | Ricordu                               |
| Hegoak                                     | Hegoak                     | Hegoak                                        | 1989 | Agorila                               |
| Etsaiak                                    | Txoria txori               | Gerra Zikina                                  | 1990 | Esan Ozenki                           |
| Angel Katarain                             | Txoria txori (Lekeitio)    | Txerokee, Mikel Laboaren Kantak               | 1990 | Elkar                                 |
| Joan Baez                                  | Txoria txori               | Diamonds & Rust in the Bullring               | 1998 | Gold Castle                           |
| Portobello Bones                           | Hasta cierto punto         | Refuse to keep silence                        | 1998 | PBB/Crash Disc                        |
| Errobi Kanta                               | Txoria txori - Oi gu hemen | Euskal Kulturaren Mezulari - Baiona           | 1998 | Idol/Agorila                          |
| 2B2R                                       | L'auzel (Hegoak)           | «D'aïci, d'ailleurs»                          | 2003 |                                       |
| Ester Formosa                              | Txoria txori               | Perquè vull i altres cançons imprescindibles. | 2004 | Ventilador Music                      |
| Ontuak                                     | Hegoak                     | Hola Festa !                                  | 2004 | Idol/Agorila                          |
| Maialen Errotabehere, Mixu eta Xabaltx     | Hegoak                     | MMX                                           | 2008 | Agorila                               |
| John Kelly & Maite Itoiz, The Kelly Family | Txoria txori               | The Blue Elf'S Dream - The Live Show          | 2009 |                                       |
| Kepa Junkera (Pablo Milanésekin batera)    | Txoria txori               | Kalea                                         | 2009 | Warner                                |
| Hak'Amarra                                 | Txoria txori               | Bidaian                                       | 2011 | Elkar                                 |
| Anne Etxegoien eta Aizkoa                  | Hegoak (Les ailes)         | Les Voix Basques                              | 2013 | Otentik Produons / Sony Music         |
| FLITTER                                    | Txoria txori               | After Death (Versión 5.0)                     | 2014 | Maldito Records                       |
| Battista Acquaviva                         | Hegoak - Txoria Txori      | Les chants de libertés                        | 2015 | Decca Records / Universal Music Group |
| Judit Neddermann                           | Txoria Txori               | Un segon                                      | 2016 | Satélite K                            |
| Iseo & Dodosound                           | Txoria Txori               | Same Love                                     | 2019 | Mundo Zurdo                           |

A propòsit de les versions Artze va declarar «m'emociona de veure tantes persones diferents interpretar-ho de maneres tan diverses».